# Silabário cipriota

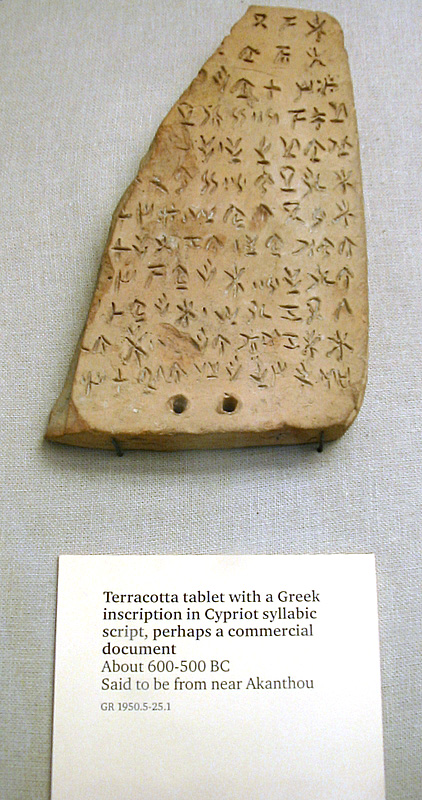
Inscrição grega em silabário cipriota

O silabário cipriota é uma escrita silábica usada para notar o idioma Grego antigo no Chipre. Foi utilizado possivelmente do século XI até o IV a.C., em que foi substituído pelo alfabeto grego.
Um pioneiro dessa mudança foi o rei Evágoras de Salamina. Este sistema descende do silabário cipro-minoico, o que faz dele descendente da Linear A. Muitos dos textos usando o silabário estão escritos no dialecto grego arcado-cipriota, mas alguns documentos bilíngues (em grego e eteocipriota) foram encontrados em Amatonte.
A maioria das inscrições apareceram na ilha de Chipre, em lugares como Cúclia (antiga Pafos), Acantu e Encomi, mas também apareceram inscrições em Lucânia, Delfos e a península da Calcídica.
Constava de 56 signos, que representavam sílabas acabadas sempre em vocal. Neste tipo de escrita não se usavam ideogramas.
O corpus do silabário cipriota é de aproximadamente mil cem inscrições, das quais umas trinta estão no denominado idioma eteo-cipriota e o resto, em grego.

## Origem
O momento histórico da sua origem é discutido, mas provavelmente deva situar-se na Idade do Bronze. Acredita-se que é derivado de outro sistema silábico chamado cipro-minoico, derivado pela sua vez do sistema de escrita cretense denominado Linear A. Ao contrário de outros sistemas de escrita silábicos que deixaram de serem utilizados no final da Idade do Bronze (como o Linear B, também usado para notar a língua grega antiga), o silabário cipriota continuou a ser utilizando em Chipre até a época helenística.

## Deciframento
A sua decifração ocorreu em 1871, graças à descoberta de várias inscrições de época helenística escritas tanto em silabário cipriota como em grego antigo no sítio arqueológico de Amatonte (em Grego moderno Αμαθούς).
Este fato por si só constitui uma prova fundamental de que em Chipre não desapareceu a escrita durante a Idade das Trevas, o que se viu confirmado pelo achado de uma inscrição neste sistema de escrita de uma espada que foi datada no século XI a.C.. A palavra escrita Ofeltas, de origem grega, foi interpretada como o nome do seu proprietário.

## Caracteres do silabário cipriota
|     | -a | -e | -i | -o | -u |
| --- | -- | -- | -- | -- | -- |
|     | 𐠀  | 𐠁  | 𐠂  | 𐠃  | 𐠄  |
| w-  | 𐠲  | 𐠳  | 𐠴  | 𐠵  |    |
| z-  | 𐠼  |    |    | 𐠿  |    |
| j-  | 𐠅  |    |    | 𐠈  |    |
| k-  | 𐠊  | 𐠋  | 𐠌  | 𐠍  | 𐠎  |
| l-  | 𐠏  | 𐠐  | 𐠑  | 𐠒  | 𐠓  |
| m-  | 𐠔  | 𐠕  | 𐠖  | 𐠗  | 𐠘  |
| n-  | 𐠙  | 𐠚  | 𐠛  | 𐠜  | 𐠝  |
| ks- | 𐠷  | 𐠸  |    |    |    |
| p-  | 𐠞  | 𐠟  | 𐠠  | 𐠡  | 𐠢  |
| r-  | 𐠣  | 𐠤  | 𐠥  | 𐠦  | 𐠧  |
| s-  | 𐠨  | 𐠩  | 𐠪  | 𐠫  | 𐠬  |
| t-  | 𐠭  | 𐠮  | 𐠯  | 𐠰  | 𐠱  |

Nota: Para que você possa ver os símbolos dessa tabela, seu navegador deve suportar os caracteres Unicode para o silabário cipriota U+10800 – U+1083F (67584–67647)